# Nicolás Milesi
Nicolás Milesi Van Lommel (Young, Uruguay; 10 de noviembre de 1992), conocido como Nicolás Milesi, es un futbolista uruguayo que juega como centrocampista.

## Trayectoria
Comenzó a jugar en el Club Atlético San Lorenzo de Young, Luego pasa a Defensor Sporting de Montevideo, pasó por Brasil y México antes de llegar al Torque FC.

### Plaza Colonia
Como no iba a ser considerado en Danubio, fue cedido a préstamo por un año a Plaza Colonia.
Debutó con Plaza el 23 de agosto de 2015, en la fecha 2 del Torneo Apertura, ingresó al minuto 70 para enfrentar a Liverpool y ganaron 2 a 1.
Nicolás no tuvo una participación regular, ya que si bien jugó 12 partidos, en 3 de ellos fue titular únicamente.
Plaza finalizó en la posición 13 del Torneo Apertura 2015, mostró un buen juego en las últimas fechas, ya que en las últimas 7 no perdió, pero empató en 6, por lo que su permanencia en Primera se complicaba.
Comenzó el 2016 con Plaza, realizó la pretemporada a la par de sus compañeros.
El técnico Eduardo Espinel, le brindó más confianza a Milesi, por lo que desde la fecha 1 fue titular, en el primer partido jugaron contra Rentistas y ganaron 3 a 1.
Mantuvo el puesto, y se destacaron en el Torneo Clausura, con victorias importantes ante Nacional, Wanderers, River Plate y Fénix.
En la fecha 14, el 29 de mayo, se enfrentaron a Peñarol en el Campeón del Siglo con la posibilidad de salir campeones. Milesi fue titular, comenzaron ganando desde el primer minuto con un gol suyo, pero antes de la primera media hora del encuentro, los carboneros empataron con una anotación de Murillo. En el segundo tiempo continuó la paridad, pero al minuto 78 Hernán Novick cometió un penal para los colonienses, lo ejecutó su compañero Alejandro Villoldo y venció la portería de Guruceaga, la ventaja se mantuvo hasta el final y ganó Plaza Colonia por 2 a 1. Con 31 puntos, el Pata Blanca consiguió el Torneo Clausura 2016, el primer título de Primera División en la historia del club, y se aseguró su participación en un torneo internacional.
El 8 de agosto de 2023, luego de su breve paso por Arabia Saudita, regresó a Plaza Colonia de la Primera División de Uruguay, donde firmó contrato hasta diciembre de 2023.

## Clubes

### Estadísticas
Actualizado al 2 de agosto de 2020.
Último partido citado: Libertad 1-3 Guaraní.
| Club                               | Div.          | Temporada     | Liga  | Liga  | Copas nacionales | Copas nacionales | Copas internacionales | Copas internacionales | Total | Total |
| Club                               | Div.          | Temporada     | Part. | Goles | Part.            | Goles            | Part.                 | Goles                 | Part. | Goles |
| ---------------------------------- | ------------- | ------------- | ----- | ----- | ---------------- | ---------------- | --------------------- | --------------------- | ----- | ----- |
| Torque · Uruguay                   | 2ª            | 2012-13       | 30    | 4     | -                | -                | -                     | -                     | 30    | 4     |
| Torque · Uruguay                   | 2ª            | 2013-14       | 12    | 2     | -                | -                | -                     | -                     | 12    | 2     |
| Torque · Uruguay                   | Total club    | Total club    | 42    | 6     | 0                | 0                | 0                     | 0                     | 42    | 6     |
| Danubio · Uruguay                  | 1ª            | 2014-15       | 12    | 0     | -                | -                | 5                     | 0                     | 17    | 0     |
| Danubio · Uruguay                  | Total club    | Total club    | 12    | 0     | 0                | 0                | 5                     | 0                     | 17    | 0     |
| Plaza Colonia · Uruguay            | 1ª            | 2015-16       | 27    | 2     | -                | -                | -                     | -                     | 27    | 2     |
| Plaza Colonia · Uruguay            | Total club    | Total club    | 27    | 2     | 0                | 0                | 0                     | 0                     | 27    | 2     |
| Al-Hilal Arabia Saudita            | 1ª            | 2016-17       | 18    | 1     | 4                | 1                | 8                     | 2                     | 30    | 4     |
| Al-Hilal Arabia Saudita            | 1ª            | 2017-18       | 18    | 2     | 1                | 0                | 9                     | 0                     | 28    | 2     |
| Al-Hilal Arabia Saudita            | Total club    | Total club    | 36    | 3     | 5                | 1                | 17                    | 2                     | 58    | 6     |
| Al-Dhafra · Emiratos Árabes Unidos | 1.ª           | 2018-19       | 21    | 1     | 5                | 0                | -                     | -                     | 26    | 1     |
| Al-Dhafra · Emiratos Árabes Unidos | Total club    | Total club    | 21    | 1     | 5                | 0                | 0                     | 0                     | 26    | 1     |
| Al-Wahda · Emiratos Árabes Unidos  | 1.ª           | 2019-20       | 9     | 0     | 6                | 0                | 2                     | 0                     | 17    | 0     |
| Al-Wahda · Emiratos Árabes Unidos  | Total club    | Total club    | 9     | 0     | 6                | 0                | 2                     | 0                     | 17    | 0     |
| Libertad Paraguay                  | 1.ª           | 2020          | 10    | 0     | 0                | 0                | 2                     | 0                     | 12    | 0     |
| Libertad Paraguay                  | Total club    | Total club    | 10    | 0     | 0                | 0                | 2                     | 0                     | 12    | 0     |
| Total carrera                      | Total carrera | Total carrera | 157   | 12    | 16               | 1                | 26                    | 2                     | 199   | 15    |

## Palmarés

### Títulos nacionales
| Título                             | Club             | País           | Año  |
| ---------------------------------- | ---------------- | -------------- | ---- |
| Torneo Clausura                    | Plaza Colonia    | Uruguay        | 2016 |
| Liga Profesional Saudí             | Al-Hilal         | Arabia Saudita | 2017 |
| Copa del Rey de Campeones          | Al-Hilal         | Arabia Saudita | 2017 |
| Liga Profesional Saudí             | Al-Hilal         | Arabia Saudita | 2018 |
| Segunda División de Arabia Saudita | Al-Ahli Saudí FC | Arabia Saudita | 2023 |

### Distinciones individuales
| Distinción                                                 | Año  |
| ---------------------------------------------------------- | ---- |
| Parte del equipo ideal del Campeonato Uruguayo para Referí | 2016 |